# Малячкино
Малячкино (чув. Мулеккел) — село в Шигонском районе Самарской области России. Административный центр муниципального образования «сельское поселение Малячкино». Проживают чуваши.

## Название
Прежнее название Казанбаевка.

## География
Село расположено между рекой Уса и железнодорожной линией «Сызрань—Ульяновск».

## История
Возникло в конце XVII — начале XVIII века. Согласно данным государственного архива Сызрани первопоселенцами деревни Малячкино были служилые татары и чуваши Казанбая Енбашева, мурза Байка Байдеряков, Енгач Матвеев, Тагай Чадаев, Телай Качебаев и другие. В 1899 году в открылась первая школа., в 1963 она перенесена в новое здание.

## Население
| 2010  | 2012  | 2013  | 2014  | 2015  | 2016  | 2017  |
| ----- | ----- | ----- | ----- | ----- | ----- | ----- |
| 1315  | ↘1288 | ↗1292 | ↘1286 | ↘1261 | ↘1245 | ↘1235 |
| 2018  | 2019  | 2020  | 2021  |       |       |       |
| ↘1215 | ↘1191 | ↘1174 | ↗1237 |       |       |       |

## Инфраструктура
Село условно разделено жителями на несколько частей со своими названиями: Фабрика, Коммуна, Иванск, Тарахкас, Таманакас, Урлакас, Посёлок.
В селе расположена Малячкинская СОШ. Работает сельская библиотека.
С 2005 г в селе действует Культурно-спортивный центр со зрительным залом на 150 мест и спортивным залом.
Находится храм Самарской Епархии — Приход в честь Казанской иконы Божией Матери.

## Транспорт
Автобусное сообщение с райцентром. Остановка общественного транспорта «Малячкино», «Малячкино-2», «Малячкино-3». 
Действовал остановочный пункт 117 километр.